# Bruno Rodríguez (futbolista)
Bruno Rodríguez (Bastia, Francia; 25 de noviembre de 1972) es un exfutbolista francés. Jugaba de delantero y su primer club fue el AS Monaco.

## Carrera deportiva
Comenzó su carrera como jugador en 1992 jugando para el AS Mónaco. Jugó para ese club hasta 1993. En ese año se fue al SC Bastia. Se mantuvo en ese club hasta 1996. En ese año se pasó al FC Metz. En 1997 se fue al RC Strasbourg. En ese año regresó al FC Metz. Se mantuvo ligado hasta 1998. En ese año se marchó al París Saint-Germain. Ese año regresó al FC Metz. Se mantuvo ligado hasta 1999. En ese año regresó al Paris Saint-Germain. Ese año se fue a Inglaterra para formar parte de las filas del Bradford City. En ese año regresó a su país natal para formar parte de las filas del RC Lens. Se mantuvo hasta el año 2000. En ese año fue cedido al Guingamp, en donde juega hasta el año 2001. En ese año se fue a España para formar parte de las filas del Rayo Vallecano. En 2002 regresó a Francia para fichar por el AC Ajaccio. Se mantuvo hasta 2003. Ese año regresó al FC Metz. En 2004 se pasó al Clermont Foot. Se retiró del fútbol en el año 2005.

## Clubes
| Club                | País       | Año       |
| ------------------- | ---------- | --------- |
| AS Mónaco           | Francia    | 1992-1993 |
| SC Bastia           | Francia    | 1993-1996 |
| FC Metz             | Francia    | 1996      |
| RC Strasbourg       | Francia    | 1997      |
| FC Metz             | Francia    | 1997-1998 |
| Paris Saint-Germain | Francia    | 1998      |
| FC Metz             | Francia    | 1998-1999 |
| Paris Saint-Germain | Francia    | 1999      |
| Bradford City       | Inglaterra | 1999      |
| RC Lens             | Francia    | 1999-2000 |
| Guingamp            | Francia    | 2000-2001 |
| Rayo Vallecano      | España     | 2001      |
| AC Ajaccio          | Francia    | 2002-2003 |
| FC Metz             | Francia    | 2003      |
| Clermont Foot       | Francia    | 2004-2005 |